# Список університетів Росії
У списку наводяться всі державні університети Росії (стан: липень 2011 року).
Академічний університет заснований у Санкт-Петербурзі 1724 року в складі Петербурзької Академії наук. У 1758—1765 роках ректором університету був М. В. Ломоносов.
У зв'язку з тим, що заняття в Академічному університеті велися нерегулярно і переривалися, існує дискусія, який із двох російських університетів — Санкт-Петербурзький державний університет або Московський державний університет імені М. В. Ломоносова (заснований 1755 року М. В. Ломоносовим) слід вважати першим у Росії.
Тривалий час в радянський період вважалося, що найстарішим є Московський університет. Однак з 1997 року офіційно визнано старшинство Санкт-Петербурзького університету .

## Абакан
- Хакаський державний університет ім. Н. Ф. Катанова

## Арзамас
- Арзамаський державний педагогічний університет імені А. П. Гайдара

## Армавір
- Армавірський державний педагогічний університет

## Архангельськ
- Північний (Арктичний) федеральний університет
- Поморський державний університет ім. М. В. Ломоносова
- Північний державний медичний університет

## Астрахань
- Астраханський державний університет
- Астраханський державний технічний університет

## Балашиха
- Російський державний аграрний заочний університет

## Барнаул
- Алтайський державний університет
- Алтайський державний аграрний університет
- Алтайський державний медичний університет
- Алтайський державний технічний університет імені І. І. Ползунова
- Барнаульський державний педагогічний університет — втратив статус університету 2 жовтня 2008 рік а, нині Алтайська державна педагогічна академія

## Бєлгород
- Бєлгородський державний технологічний університет імені В. Г. Шухова
- Бєлгородський державний університет
- Бєлгородський університет споживчої кооперації

## Бійськ
- Бійський педагогічний державний університет імені В. М. Шукшина

## Благовєщенськ
- Амурський державний університет
- Благовіщенський державний педагогічний університет
- Далекосхідний державний аграрний університет

## Братськ
- Братський державний університет

## Брянськ
- Брянський державний технічний університет
- Брянський державний університет імені академіка І. Г. Петровського

## Великий Новгород
- Новгородський державний університет імені Ярослава Мудрого

## Владивосток
- Владивостоцький державний медичний університет
- Владивостоцький державний університет економіки і сервісу
- Далекосхідний державний технічний рибогосподарський університет
- Далекосхідний державний технічний університет
- Далекосхідний федеральний університет
- Морський державний університет імені адмірала Г. І. Невельського
- Тихоокеанський державний економічний університет

## Владикавказ
- Горський державний аграрний університет
- Північно-Осетинський державний університет імені К. Л. Хетагурова
- Північно-Кавказький гірничо-металургійний інститут (державний технологічний університет)

## Владимир
- Владимирський державний гуманітарний університет
- Владимирський державний університет

## Волгоград
- Волгоградський державний архітектурно-будівельний університет
- Волгоградський державний медичний університет
- Волгоградський державний педагогічний університет
- Волгоградський державний технічний університет
- Волгоградський державний університет

## Вологда
- Вологодський державний педагогічний університет
- Вологодський державний технічний університет

## Воронеж
- Воронезький державний університет
- Воронезький державний аграрний університет імені К. Д. Глінки
- Воронезький державний архітектурно-будівельний університет
- Воронезький державний педагогічний університет
- Воронезький державний технічний університет

## Горно-Алтайськ
- Горно-Алтайський державний університет

## Грозний
- Чеченський державний університет

## Єкатеринбург
- Гуманітарний університет
- Російський державний професійно-педагогічний університет
- Уральський державний гірничий університет
- Уральський державний лісотехнічний університет
- Уральський державний педагогічний університет
- Уральський державний технічний університет — УПІ імені першого Президента Росії Б. М. Єльцина
- Уральський державний університет ім. А. М. Горького
- Уральський державний університет шляхів сполучення
- Уральський державний економічний університет
- Уральський федеральний університет імені Б. М. Єльцина

## Єлабуга
- Єлабузький державний педагогічний університет

## Єлець
- Єлецький державний університет імені І. А. Буніна

## Іваново
- Іванівський державний архітектурно-будівельний університет
- Іванівський державний університет
- Іванівський державний хіміко-технологічний університет
- Іванівський державний енергетичний університет імені В. І. Леніна

## Іжевськ
- Іжевський державний технічний університет
- Удмуртський державний університет

## Іркутськ
- Байкальський державний університет економіки і права
- Іркутський державний лінгвістичний університет
- Іркутський державний медичний університет
- Іркутський державний педагогічний університет
- Іркутський державний технічний університет (Національний дослідницький університет «ІрГТУ»)
- Іркутський державний університет
- Іркутський державний університет шляхів сполучення

## Йошкар-Ола
- Марійський державний технічний університет
- Марійський державний університет

## Казань
- Казанський державний аграрний університет
- Казанський державний медичний університет
- Казанський (Приволзький) федеральний університет
- Казанський державний технічний університет імені А. Н. Туполєва
- Казанський державний технологічний університет
- Казанський державний енергетичний університет
- Татарський державний гуманітарно-педагогічний університет

## Калінінград
- Калінінградський державний технічний університет
- Балтійський федеральний університет імені Іммануїла Канта

## Калуга
- Калузький державний університет імені К. Е. Ціолковського
- Російська академія народного господарства та державної служби при Президенті Російської Федерації. Калузька філія

## Кемерово
- Кемеровський державний університет
- Кемеровський державний університет культури і мистецтв
- Кузбаський державний технічний університет

## Кіров
- Вятський державний гуманітарний університет
- Вятський державний університет

## Комсомольськ-на-Амурі
- Амурський гуманітарно-педагогічний державний університет
- Комсомольський-на-Амурі державний технічний університет

## Кострома
- Костромський державний технологічний університет
- Костромський державний університет імені М. О. Некрасова
- Костромська державна сільськогосподарська академія

## Краснодар
- Краснодарський державний університет культури і мистецтв
- Кубанський державний аграрний університет
- Кубанський державний медичний університет
- Кубанський державний технологічний університет
- Кубанський державний університет
- Кубанський державний університет фізичної культури, спорту і туризму
- Краснодарський юридичний університет МВС Росії

## Красноярськ
- Красноярський державний аграрний університет
- Красноярський державний медичний університет
- Красноярський державний педагогічний університет імені В. П. Астафьева
- Сибірський державний аерокосмічний університет імені академіка М. Ф. Решетнева
- Сибірський державний технологічний університет
- Сибірський федеральний університет

## Курган
- Курганський державний університет

## Курськ
- Курський державний медичний університет
- Курський державний університет
- Курський державний технічний університет

## Кизил
- Тувинський державний університет

## Липецьк
- Липецький державний педагогічний університет
- Липецький державний технічний університет

## Магадан
- Північно-Східний державний університет

## Магнітогорськ
- Магнітогорський державний технічний університет ім. Г. І. Носова
- Магнітогорський державний університет

## Майкоп
- Адигейський державний університет
- Майкопський державний технологічний університет

## Махачкала
- Дагестанський державний педагогічний університет
- Дагестанський державний технічний університет
- Дагестанський державний університет
- Дагестанський ісламський університет імені Імама Шафіга

## Мічурінськ
- Мічурінський державний аграрний університет

## МоскватаМосковська область
- Військово-інженерний університет
- Військовий університет (Москва) Міністерства оборони РФ
- Державний університет — Вища школа економіки
- Державний університет гуманітарних наук
- Державний університет по землеустрою
- Державний університет управління
- Міжнародний університет природи, суспільства і людини «Дубна»
- Московський авіаційний інститут (державний технічний університет)
- Московський автомобільно-дорожній інститут (державний технічний університет)
- Московський міський педагогічний університет
- Московський державний агроінженерний університет імені В. П. Горячкіна
- Московський державний гірничий університет
- Московський державний індустріальний університет
- Московський державний інститут міжнародних відносин
- Московський державний інститут радіотехніки, електроніки та автоматики (МІРЕА)
- Московський державний інститут сталі і сплавів (МІСіС)
- Московський державний інститут електроніки і математики (МІЕМ)
- Московський державний інститут електронної техніки (МІЕТ)
- Московський державний лінгвістичний університет
- Московський державний обласний університет
- Московський державний гуманітарний університет імені М. А. Шолохова
- Московський державний відкритий університет
- Московський державний будівельний університет, колишній «МІСД»
- Московський державний текстильний університет
- Московський державний технічний університет
- Московський державний технічний університет цивільної авіації
- Московський державний технічний університет імені М. Е. Баумана
- Московський державний технологічний університет імені К. Е. Ціолковського «МАТИ»
- Московський державний технологічний університет «Станкін»
- Московський державний університет геодезії і картографії
- Московський державний університет приладобудування та інформатики
- Московський державний університет шляхів сполучення (МІІТ)
- Московський державний університет імені М. В. Ломоносова
- Московський державний університет інженерної екології
- Московський державний університет культури і мистецтв
- Московський державний університет лісу
- Московський державний університет друку
- Московський державний університет харчових виробництв
- Московський державний університет прикладної біотехнології
- Московський державний університет природооблаштування
- Московський державний університет економіки, статистики та інформатики
- Московський державний університет технологій та управління
- Московський гуманітарний університет
- Московський педагогічний державний університет
- Московський міський психолого-педагогічний університет
- Московський технологічний інститут «ВТУ»
- Московський технічний університет зв'язку та інформатики
- Московський фізико-технічний інститут (державний університет)
- Московський енергетичний інститут (Технічний університет)
- Національний дослідницький ядерний університет «МІФІ»
- Православний Свято-Тихонівський гуманітарний університет
- Російський державний геологорозвідувальний університет імені Серго Орджонікідзе
- Російський державний гуманітарний університет
- Російський державний медичний університет
- Російський державний соціальний університет
- Російський новий університет -
- Російська відкрита академія транспорту Московського державного університету шляхів сполучення
- Російський державний торгово-економічний університет
- Російський державний університет інноваційних технологій і підприємництва
- Російський державний університет нафти і газу імені І. М. Губкіна
- Російський державний університет фізичної культури
- Російський університет дружби народів (РУДН)
- Російський університет кооперації
- Російський хіміко-технологічний університет імені Д. І. Менделєєва -
- Російський економічний університет імені Г. В. Плеханова

## Мурманськ
- Мурманський державний гуманітарний університет
- Мурманський державний технічний університет

## Нальчик
- Кабардино-Балкарський державний університет імені Х. М. Бербекова

## Нижньовартовськ
- Нижньовартовский державний гуманітарний університет

## Нижній Новгород
- Нижньогородський державний технічний університет
- Нижньогородський державний університет імені М. І. Лобачевського
- Нижньогородський державний лінгвістичний університет
- Нижньогородський державний педагогічний університет
- Нижньогородський державний архітектурно-будівельний університет
- Волзький державний інженерно-педагогічний університет

## Новокузнецьк
- Сибірський державний індустріальний університет

## Новосибірськ
- Новосибірський державний аграрний університет
- Новосибірський державний архітектурно-будівельний університет
- Новосибірський державний медичний університет
- Новосибірський державний педагогічний університет
- Новосибірський державний технічний університет
- Новосибірський державний університет
- Новосибірський державний університет економіки і управління
- Сибірський державний університет шляхів сполучення
- Сибірський державний університет телекомунікацій та інформатики
- Сибірський університет споживчої кооперації

## Новочеркаськ
- Південно-Російський державний технічний університет

## Обнінськ
- Обнінський державний технічний університет атомної енергетики

## Омськ
- Омський державний аграрний університет
- Омський державний педагогічний університет
- Омський державний технічний університет
- Омський державний університет шляхів сполучення
- Омський державний університет імені Ф. М. Достоєвського
- Сибірський державний університет фізичної культури і спорту

## Орджонікідзевська
- Інгушський державний університет

## Орел
- Орловський державний аграрний університет
- Орловський державний технічний університет
- Орловський державний університет

## Оренбург
- Оренбурзький державний аграрний університет
- Оренбурзький державний інститут менеджменту
- Оренбурзький державний педагогічний університет
- Оренбурзький державний університет

## Пенза
- Пензенський державний університет
- Пензенський державний педагогічний університет ім. В. Г. Бєлінського
- Пензенський державний університет архітектури та будівництва

## Перм
- Пермський державний університет
- Пермський державний медичний університет імені академіка Є. А. Вагнера
- Пермський державний педагогічний університет
- Пермський державний технічний університет

## Персіанівка
- Донський державний аграрний університет

## Петрозаводськ
- Карельський державний педагогічний університет
- Петрозаводський державний університет

## Петропавловськ-Камчатський
- Камчатський державний технічний університет
- Камчатський державний університет імені Вітуса Берінга

## Псков
- Псковський державний педагогічний університет імені С. М. Кірова

## Пущино
- Пущинський державний університет

## П'ятигорськ
- П'ятигорський державний лінгвістичний університет
- П'ятигорський державний технологічний університет

## Ростов-на-Дону
- Донський державний технічний університет
- Ростовський державний медичний університет
- Ростовський державний будівельний університет
- Ростовський державний університет шляхів сполучення
- Ростовський державний економічний університет (РІНХ)
- Ростовський міжнародний університет економіки та управління
- Південний федеральний університет

## Рязань
- Рязанський державний університет імені С. О. Єсеніна
- Рязанський державний агротехнологічний університет
- Рязанський державний медичний університет імені академіка І. П. Павлова
- Рязанський державний радіотехнічний університет

## Самара
- Самарський державний університет
- Самарський державний аерокосмічний університет ім. ак. С. П. Корольова
- Самарський державний архітектурно-будівельний університет
- Самарський державний медичний університет
- Самарський державний обласний університет
- Самарський державний технічний університет
- Самарський державний економічний університет
- Самарський державний університет шляхів сполучення
- Поволзький державний університет телекомунікацій та інформатики

## Санкт-Петербург
- Балтійський державний технічний університет імені Д. Ф. Устинова «Воєнмех»
- Військовий інженерно-космічний університет імені О. Ф. Можайського
- Військовий інженерно-технічний університет (ВІТУ)
- Військово-транспортний університет залізничних військ (Санкт-Петербург) (ВТУ ЖДВ)
- Європейський університет у Санкт-Петербурзі
- Санкт-Петербурзький державний аграрний університет (СПбГАУ)
- Санкт-Петербурзький архітектурно-будівельний університет
- Санкт-Петербурзький державний гірничий університет (СПбДГУ)
- Санкт-Петербурзький державний інженерно-економічний університет (СПДІЕУ)
- Санкт-Петербурзький державний медичний університет ім. акад. І. П. Павлова (СПбДМА)
- Санкт-Петербурзький державний морський технічний університет (СПДМТУ)
- Санкт-Петербурзький державний політехнічний університет (СПДПУ)
- Санкт-Петербурзький державний технологічний інститут (СПДТІ)
- Санкт-Петербурзький державний університет (СПДУ)
- Санкт-Петербурзький державний університет аерокосмічного приладобудування
- Санкт-Петербурзький державний університет інформаційних технологій, механіки й оптики
- Санкт-Петербурзький державний університет культури і мистецтв
- Санкт-Петербурзький державний університет телекомунікацій
- Санкт-Петербурзький державний університет технології та дизайну
- Санкт-Петербурзький державний університет фізичної культури імені П. Ф. Лесгафта
- Санкт-Петербурзький державний університет економіки і фінансів
- Санкт-Петербурзький державний електротехнічний університет
- Санкт-Петербурзький державний університет кіно і телебачення
- Санкт-Петербурзький християнський університет (СПХУ)
- Санкт-Петербурзький державний університет сервісу та економіки (СПБГУСЕ)
- Санкт-Петербурзький державний університет низькотемпературних і харчових технологій
- Санкт-Петербурзький державний лісотехнічний університет (СПДЛУ)
- Ленінградський державний університет імені О. С. Пушкіна (ЛДУ)
- Петербурзький державний університет шляхів сполучення (СПДУШС)
- Північно-Західний державний заочний технічний університет (СЗТУ)
- Північно-Західний державний медичний університет імені І. І. Мечникова
- Російський державний гідрометеорологічний університет (РДГУ)
- Російський державний інститут сценічних мистецтв (РДІСМ)
- Російський державний педагогічний університет імені О. І. Герцена

## Саранськ
- Мордовський державний університет імені М. П. Огарьова

## Саратов
- Саратовський державний університет
- Саратовський державний медичний університет
- Саратовський державний технічний університет
- Саратовський державний соціально-економічний університет
- Саратовський державний аграрний університет

## Смоленськ
- Смоленський державний університет
- Смоленський гуманітарний університет

## Сочі
- Сочинський державний університет
- Сочинський державний університет туризму і курортної справи
- Сочинський інститут економіки та інформаційних технологій
- Федеральний академічний екологічний університет РАН
- Російський міжнародний олімпійський університет

## Ставрополь
- Північно-Кавказький державний технічний університет
- Ставропольський державний аграрний університет
- Ставропольський державний університет

## Сургут
- Сургутський державний педагогічний університет
- Сургутський державний університет

## Сиктивкар
- Сиктивкарський державний університет

## Таганрог
- Технологічний інститут Південного федерального університету (ТТІ ПФУ, колишній ТРТІ, ТРТУ)

## Тамбов
- Тамбовський державний технічний університет
- Тамбовський державний університет

## Твер
- Тверський державний університет
- Тверський державний технічний університет

## Тольятті
- Тольяттінський державний університет
- Тольяттінський державний університет сервісу
- Волзький університет імені В. Н. Татищева

## Томськ
- Сибірський державний медичний університет
- Томський державний архітектурно-будівельний університет
- Томський державний педагогічний університет
- Томський державний університет
- Томський державний університет систем управління та радіоелектроніки
- Томський політехнічний університет

## Тула
- Тульський державний педагогічний університет
- Тульський державний університет

## Тюмень
- Тюменський державний нафтогазовий університет
- Тюменський державний університет
- Тюменський державний архітектурно-будівельний університет

## Улан-Уде
- Східно-Сибірський державний технологічний університет
- Бурятський державний університет

## Ульяновськ
- Ульяновський державний університет
- Ульяновський державний технічний університет
- Ульяновський державний педагогічний університет

## Уфа
- Башкирський державний університет
- Башкирський державний аграрний університет
- Башкирський державний медичний університет
- Башкирський державний педагогічний університет ім. М. Акмулла
- Уфимський державний авіаційний технічний університет
- Уфимський державний нафтовий технічний університет

## Ухта
- Ухтинський державний технічний університет

## Хабаровськ
- Далекосхідний державний гуманітарний університет
- Далекосхідний державний медичний університет
- Далекосхідний державний університет шляхів сполучення
- Тихоокеанський державний університет

## Ханти-Мансійськ
- Югорский державний університет

## Чебоксари
- Чуваський державний університет ім. І. Н. Ульянова
- Чуваський державний педагогічний університет імені І. Я. Яковлєва

## Челябінськ
- Челябінський державний агроінженерний університет
- Челябінський державний педагогічний університет
- Челябінський державний університет
- Південно-Уральський державний університет
- Південно-Уральський державний медичний університет
- Уральський університет фізичної культури

## Череповець
- Череповецький державний університет

## Чита
- Забайкальський державний гуманітарно-педагогічний університет імені М. Г. Чернишевського
- Читинський державний університет

## Шахти
- Південно-Російський державний університет економіки і сервісу

## Шуя
- Шуйський державний педагогічний університет

## Еліста
- Калмицький державний університет

## Южно-Сахалінськ
- Сахалінський державний університет

## Якутськ
- Північно-Східний федеральний університет

## Ярославль
- Ярославський державний університет імені П. Г. Демидова
- Ярославський державний педагогічний університет імені К. Д. Ушинського
- Ярославський державний технічний університет